# 金津村 (石川県河北郡1907年)
金津村（かなづむら）は、石川県河北郡にあった村。現在のかほく市の中心部から南西端にかけての地域にあたる。1960年まで存在した金津村（かなつむら）は別の村である。

## 地理
河北潟の北岸に位置。旧宇ノ気町の中心地であった地域に相当。大崎の西側は日本海に面し、村の北東部は丘陵地にかかっていた。宇ノ気川に沿う平野が主な地形。中浜山、茶臼山がある。

## 歴史

### 村名の由来
古代から江戸時代にかけて存在した荘名「金津荘」に由来した。

### 沿革
- 1889年（明治22年）4月1日 - 町村制の施行により、森村・鉢伏村・宇気村・七窪村・宇野気新村・内日角村・大崎村の区域をもって発足。
- 1898年（明治31年）4月24日 - 七尾鉄道（現・七尾線）が開通。同日、村内に宇野気駅開業。
- 1907年（明治40年）8月10日 - 西英村と合併して宇ノ気村が発足。同日金津村廃止。

## 地域

### 教育
- 金津尋常高等小学校（現・かほく市立宇ノ気小学校）

## 交通

### 鉄道路線
- 国有鉄道
  - （後の七尾線）
    - 宇野気駅